# La Maison de mes rêves
Pour plus de détails, voir Fiche technique et Distribution.
La Maison de mes rêves (George Washington Slept Here) est un film américain réalisé par William Keighley, sorti en 1942.

## Fiche technique
- Titre original : George Washington Slept Here
- Titre français : La Maison de mes rêves
- Réalisation : William Keighley
- Scénario : Everett Freeman d'après la pièce de Moss Hart et George S. Kaufman
- Photographie : Ernest Haller
- Musique : Adolph Deutsch
- Société de production : Warner Bros.
- Pays d'origine :  États-Unis
- Format : Noir et blanc - 1,37:1 - Mono
- Genre : comédie
- Durée : 93 minutes
- Date de sortie : 1942

## Distribution
- Jack Benny : Bill Fuller
- Ann Sheridan : Connie Fuller
- Charles Coburn : Oncle Stanley J. Menninger
- Percy Kilbride : M. 'Kimbie' Kimber
- Hattie McDaniel : Hester
- William Tracy : Steve Eldridge
- Joyce Reynolds : Madge
- Lee Patrick : Rena Leslie
- Charles Dingle : M. Prescott
- John Emery : Clayton Evans
- Douglas Croft : Raymond
- Harvey Stephens : Jeff Douglas
- Franklin Pangborn : M. Gibney
- Dudley Dickerson : Sam